# Scott Stapp
Scott Stapp, né le 8 août 1973, est un chanteur américain. Il est le leader du groupe américain Creed. Il a entrepris depuis 2003 une carrière solo dont le premier album s'intitule The Great Divide.

## Discographie

### Albums studio
- 2005 - The Great Divide (Wind-Up Records / Sony Music)
- 2013 - Proof of Life (Wind-Up Records / Sony Music)
- 2019 - The Space Between the Shadows (Napalm Records)
- 2024 - Higher Power (Napalm Records)